# Liste des archevêques de Bourges
Pour un article plus général, voir Archidiocèse de Bourges.

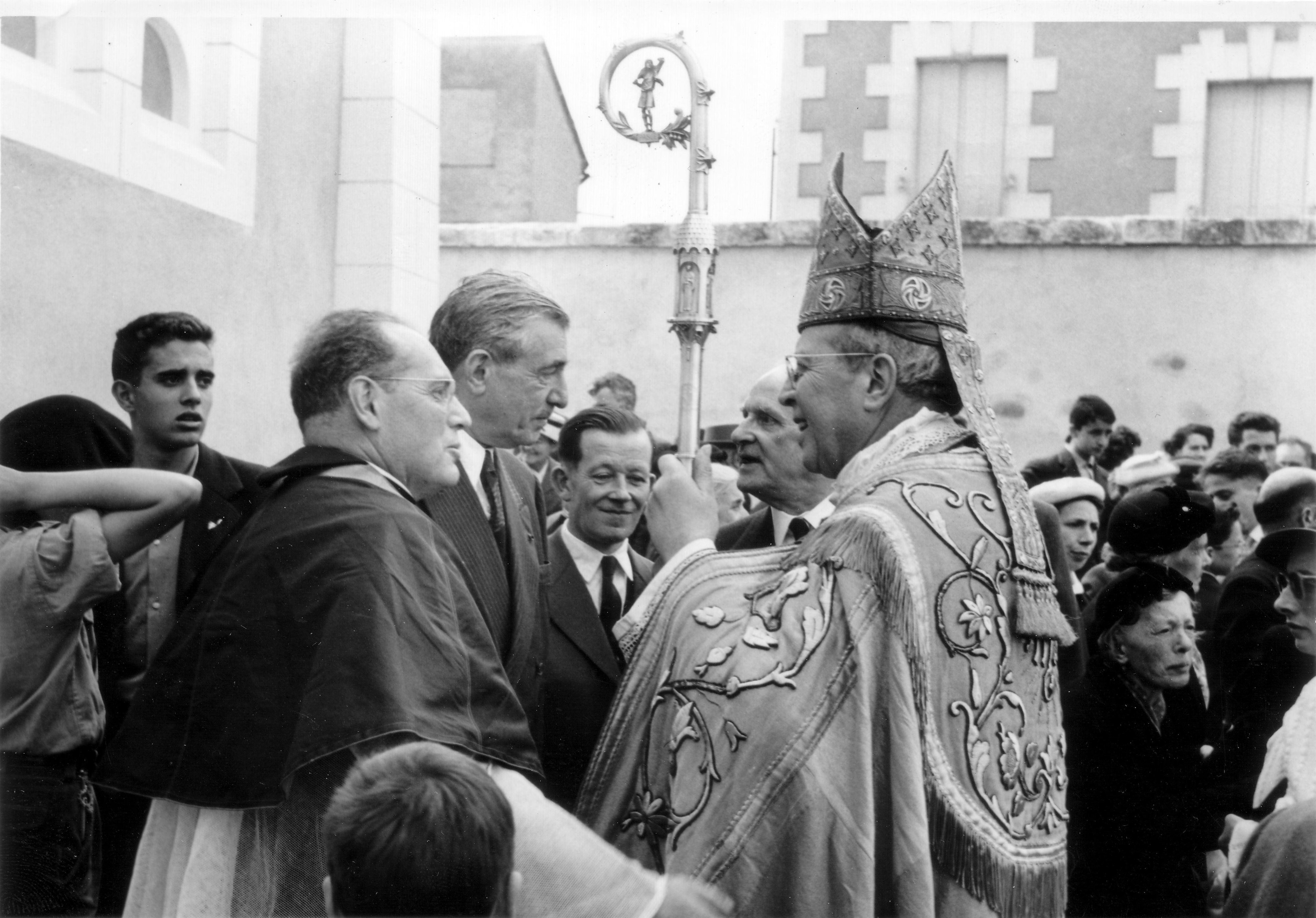
L'archevêque de Bourges Joseph-Charles Lefèbvre accueilli par Max Hymans, maire de Valençay (1959).

Cette page présente la liste des archevêques de Bourges, depuis l'origine de l'archidiocèse au IIIe siècle.

## Antiquité
- 251-280 : Saint Ursin
- 280-296 : Saint Sénitien (Senicien)
- 296-307 : Saint Oethère (Ethère)
- 307-330 : Saint Thécret
- 330-337 : Saint Marcel
- 337-354 : Saint Viateur (Viator)[1]
- 354-363 : Leothère
- 363-377 : Pauper
- 377-384 : Saint Pallais I (Palais)
- 384-412 : Villice
- 412-431 : Avit
- 453-461 : Saint Léon[1]
- 448-462 : Saint Pallais II
- 462-469 : Euloge
- 469-470 : Saint Simplice
- 494-506 : Saint Tétrade

## Haut Moyen Âge
- (entre 511 et 533): Rurice (Ruricius)
- ?-? : Siagre
- ?-? : Saint Humat[1]
- 533-535 : Saint Honoré I
- 535-537 : Saint Honoré II[1]
- 537-538 : Saint Arcade (Arcadius)
- 538-552 : Saint Désiré
- 552-559 : Saint Probien ; participe au concile de Paris (553) ;
- 560-573 : Saint Félix
- 573-584 : Saint Rémy
- 584-†.29 janvier 591 : Sulpice Ier de Bourges[2]
- 591-591 : Saint Eustase, †.31 décembre 607, dit aussi Eutade ou Eustache[3]
- 591 - †.5 octobre 611 : Saint Apollinaire[4]
- 612-624 : Saint Austrégésile dit aussi Saint Outrille[5]
- 624- † 17 janvier 647 : Saint Sulpice le Pieux[6]
- 647-660 : Saint Florent
- 662-680 : Adon
- 682-683 : Agosène
- 696-736 : Roch
- 736-761 : Sigin
- 761-764 : Landoaire
- 764-780 : Dédoat
- 780-785 : Ségolène

## Moyen Âge central
- 785-815 : Saint David
- 815-827 : Bertholan
- 827-835 : Ermenare
- ?-? : Saint Étienne I
- ?-785 : Ermembert
- 785-810 : Saint Ebroin
- ? - ? : Saint Étienne II
- vers 829-839 : Saint Août (Aigulf, Ay, Ayeul ou Au)
- 839-866 : Saint Raoul de Turenne
- 866-876 : Saint Vulfade[1]
- 876-890 : Frotaire, abbé de Charroux 869-874, aussi archevêque de Bordeaux, mort à Plaisance vers 889.
- 890-900 : Adace
- 900-910 : Madalbert
- 910-948 : Saint Géronce de Déols[1]
- 948-955 : Laune de Déols
- 955-969 : Richard Ier de Blois
- 969-985 : Hugues de Blois
- 987-1013 : Saint Dagbert[1]
- 1013-1030 : Gauzlin
- 1030-1070 : Aymon de Bourbon
- 1071-1093 : Richard II
- 1093-1097 : Audebert de Montmorillon
- 1099-1120 : Léger
- 1120-1137 : Vulgrin
- 1137-1141 : Alberic (Aubry)
- 1141-1171 : Pierre Ier de La Châtre
- 1171-1173 : Étienne III de la Chapelle
- 1174-1180 : Guarin de Gallardon
- 1183-1200 : Henri Ier de Sully
- 1200-1209 : Saint Guillaume Ier de Corbeil, dit de Bourges, ou de Donjon
- 1209-1218 : Saint Girard de Cros[1]
- 1218-1232 : Simon Ier de Sully
- 1232-1260 : Saint Philippe Berruyer
- 1260-1271 : Jean Ier de Sully
- 1276-1280 : Guy de Sully
- 1281-1294 : Simon II de Beaulieu

## Bas Moyen Âge
- 1295-1316 : Gilles de Rome dit aussi Ægidius Colonna Romanus
- 1316-1320 : Raynaud de La Porte
- 1321-1331 : Guillaume V de Brosse
- 1331-1343 : Foucaud de Rochechouard
- 1343-1367 : Bienheureux  Roger le Fort
- 1367-1370 : Pierre II d'Estaing
- 1370-1374 : Pierre III de Cros, devient archevêque d'Arles puis cardinal.
- 1374-1386 : Bertrand de Chenac
- 1386-1390 : Jean II de Rochechouart
- 1391-1409 : Pierre IV Aimery
- 1409-1421 : Guillaume III de Boisratier
- 1421-1446 : Henry II d'Avaugour
- 1446-1483 : Jean III Cœur
- 1483-1492 : Pierre V Cadoüet
- 1492-1505 : Guillaume IV de Cambrai

## Temps modernes
- 1505-1511 : Michel Ier Bucy
- 1513-1514 : André Ier Forman
- 1514-1519 : Antoine Ier Bohier
- 1520-1525 : François Ier de Bueil
- 1526-1536 : François II de Tournon
- 1537-1572 : Jacques Leroy
- 1572-1576 : Antoine II Vialart[7]
- 1581-1602 : Renaud de Beaune
- 1602-1621 : André II Frémiot
- 1622-1638 : Roland Hébert
- 1639-1649 : Pierre VI d'Hardivilliers
- 1649-1662 : Anne de Lévis de Ventadour
- 1663-1674 : Jean IV de Montpezat de Carbon
- 1675-1677 : Michel II Poncet de La Rivière
- 1677-1694 : Michel III Phélypeaux de la Vrillière
- 1694-1729 : Léon Potier, cardinal de Gesvres
- 1729-1757 : Frédéric-Jérôme de Roye de la Rochefoucauld
- 1757-1787 : Georges-Louis Phélypeaux d'Herbault
- 1787-1788 : François III de Fontages
- 1788-1802 : Jean Auguste de Chastenet de Puységur

## Évêques constitutionnels
- 1791-1793 : Pierre Anastase Torné, évêque constitutionnel du diocèse du Cher
- 1798-1801 : Michel-Joseph Dufraisse,évêque constitutionnel du diocèse du Cher
- 1791-1800 : René Héraudin,évêque constitutionnel du diocèse de l'Indre

## Archevêques depuis leConcordat
| Nom                                                             | Portrait | Armoiries | Date de Début | Date de fin | Notes                                                                                                   |
| --------------------------------------------------------------- | -------- | --------- | ------------- | ----------- | --- |
| Marie-Charles-Isidore de Mercy                                  |          |           | 1802          | 1811        | |
| Étienne André François de Paul de Fallot de Beaumont de Beaupré |          |           | 1813          | 1815        | Nommé par Napoléon Ier, le pape, en lutte alors avec l'Empereur, ne donnant plus de bulles aux évêques. |
| Étienne-Jean-Baptiste-Louis des Gallois de La Tour              |          |           | 1817          | 1820        | |
| Jean-Marie Cliquet de Fontenay                                  |          |           | 1820          | 1824        | |
| Guillaume-Aubin de Villèle                                      |          |           | 1824          | 1841        | |
| Jacques-Marie Antoine Célestin Dupont                           |          |           | 1842          | 1859        | |
| Alexis-Basile-Alexandre Menjaud                                 |          |           | 1859          | 1861        | |
| Charles-Amable de La Tour d'Auvergne-Lauragais                  |          |           | 1861          | 1879        | |
| Jean-Joseph Marchal                                             |          |           | 1880          | 1892        | Auxiliaire : Auguste Marchal, évêque de Synope et frère du précédent.                                   |
| Jean-Pierre Boyer                                               |          |           | 1893          | 1896        | |
| Pierre-Paul Servonnet                                           |          |           | 1897          | 1909        | |
| Louis-Ernest Dubois                                             |          |           | 1909          | 1916        | |
| Martin-Jérôme Izart                                             |          |           | 1916          | 1934        | |
| Louis-Joseph Fillon                                             |          |           | 1934          | 1943        | |
| Joseph-Charles Lefèbvre                                         |          |           | 1943          | 1969        | |
| Paul Vignancour                                                 |          |           | 1969          | 1984        | |
| Pierre VII Plateau                                              |          |           | 1984          | 2000        | Auparavant évêque titulaire de Gunela (de)                                                              |
| Hubert Barbier                                                  |          |           | 2000          | 2007        | |
| Armand Maillard                                                 |          |           | 2007          | 2018        | |
| Jérôme Beau                                                     |          |           | 2018          | 2025        | Transféré à Poitiers                                                                                    |